# Nesse-Apfelstädt
Nesse-Apfelstädt è un comune con status di Landgemeinde di 5 933 abitanti della Turingia, in Germania.

Appartiene al circondario di Gotha.

## Storia
Il comune fu formato il 1º dicembre 2009 dall'unione dei comuni di Apfelstädt, Gamstädt, Ingersleben e Neudietendorf.

## Geografia antropica
Il comune di Nesse-Apfelstädt è suddiviso nelle frazioni (Ortsteil) di Apfelstädt, Gamstädt, Ingersleben, Kleinrettbach, Kornhochheim e Neudietendorf.